# ادموند بوفرت، چهارمین دوک سامرست
ادموند بوفورت (انگلیسی: Edmund Beaufort؛ ۱۴۳۸ (?) – ۱۴۷۱) یک پرسنل نظامی اهل پادشاهی انگلستان بود. ادموند چهارمین دوک سامرست از خاندان لنکسترها بود، او یک اشراف‌زاده و یکی از فرماندهان دوران جنگ رزها از سری جنگ‌های داخلی خاندان‌های انگلستان و از حامیان پادشاه هنری ششم بود.

## زندگی
ادموند بوفورت، متولد ۱۴۳۸ فرزند ادموند بوفورت، دومین دوک سامرست و النور، دختر ریچارد بوشان، سیزدهمین ارل واریک بود